# Thomas Starkey
Thomas Starkey (c. 1498-1538) è stato un pensatore politico inglese, umanista, con incarichi al servizio della Corona inglese.

## Vita
Starkey nacque nel Cheshire, probabilmente a Wrenbury, da Thomas Starkey e Maud Mainwaring. Suo padre probabilmente ricopriva un incarico amministrativo nel Galles ed era abbastanza ricco da pagare l'istruzione di suo figlio. Sua madre, Maud, era figlia di Sir John Mainwaring.
Frequentò dapprima l'Università di Oxford  conseguendo un Master of Arts al Magdalen College nel 1521 per poi perseguire gli studi a Padova nel 1523. Qui studiò le opere di Aristotele ed ebbe modo di ammirare il governo di Venezia. Nel 1529 entrò al servizio di Reginald Pole come segretario. Insieme a Pole, Starkey si recò ad Avignone nel 1532, dove studiò diritto civile, prima di tornare a completare gli studi a Padova.
Starkey tornò in Inghilterra alla fine del 1534 e, all'inizio del 1535, attirò l'attenzione di Thomas Cromwell, primo ministro di Enrico VIII.  Cromwell usò Starkey per gestire l'intelligence dall'Italia e sovrintendere alla propaganda monarchica.
I suoi profondi legami con Reginald Pole si rivelarono in qualche modo dannosi per la sua carriera, specialmente dopo che un manoscritto di Pole, De unitate, un duro attacco a Enrico VIII, arrivò in Inghilterra nel 1536. Questi stessi legami con Pole e la sua famiglia lo resero oggetto di indagine in occasione della congiura di Exeter del 1538. Morì il 25 agosto 1538, forse di peste.

## Opere
Tra il 1529 e il 1532 Starkey scrisse il suo A Dialogue between Pole and Lupset, più tardi conosciuto come Starkey's England. Realizzato come un dialogo tra Reginald Pole e Thomas Lupset, il Dialogue è una delle opere più significative del pensiero politico scritte in inglese nella prima metà del XVI secolo. Nel 1536 pubblicò An Exhortation to the People instructing them to Unity and Obedience, una difesa dell'Atto di Supremazia di Enrico VIII, commissionata da Thomas Cromwell.